# Гощанув (гмина)
Гощанув (пол. Goszczanów)—сельская гмина (волость) в Польше, входит как административная единица в Серадзкий повет, Лодзинское воеводство. Население — 5852 человека (на 2004 год).

## Соседние гмины
1. Гмина Блашки
2. Гмина Добра
3. Гмина Кавенчин
4. Гмина Козминек
5. Гмина Лискув
6. Гмина Щытники
7. Гмина Варта